# Куниця лісова
Куниця лісова, європейська куниця, або жовтодушка (Martes martes) — хижий ссавець роду Куна (Martes) родини Мустелових (Mustelidae). Мешкає в Європі і західних частинах Азії, населяє головним чином лісові місцевості. Розміром більша за свійського кота. На відміну від своєї родички Куни кам'яної (Martes foina), куна лісова уникає людських поселень. Веде переважно деревний спосіб життя.

## Опис

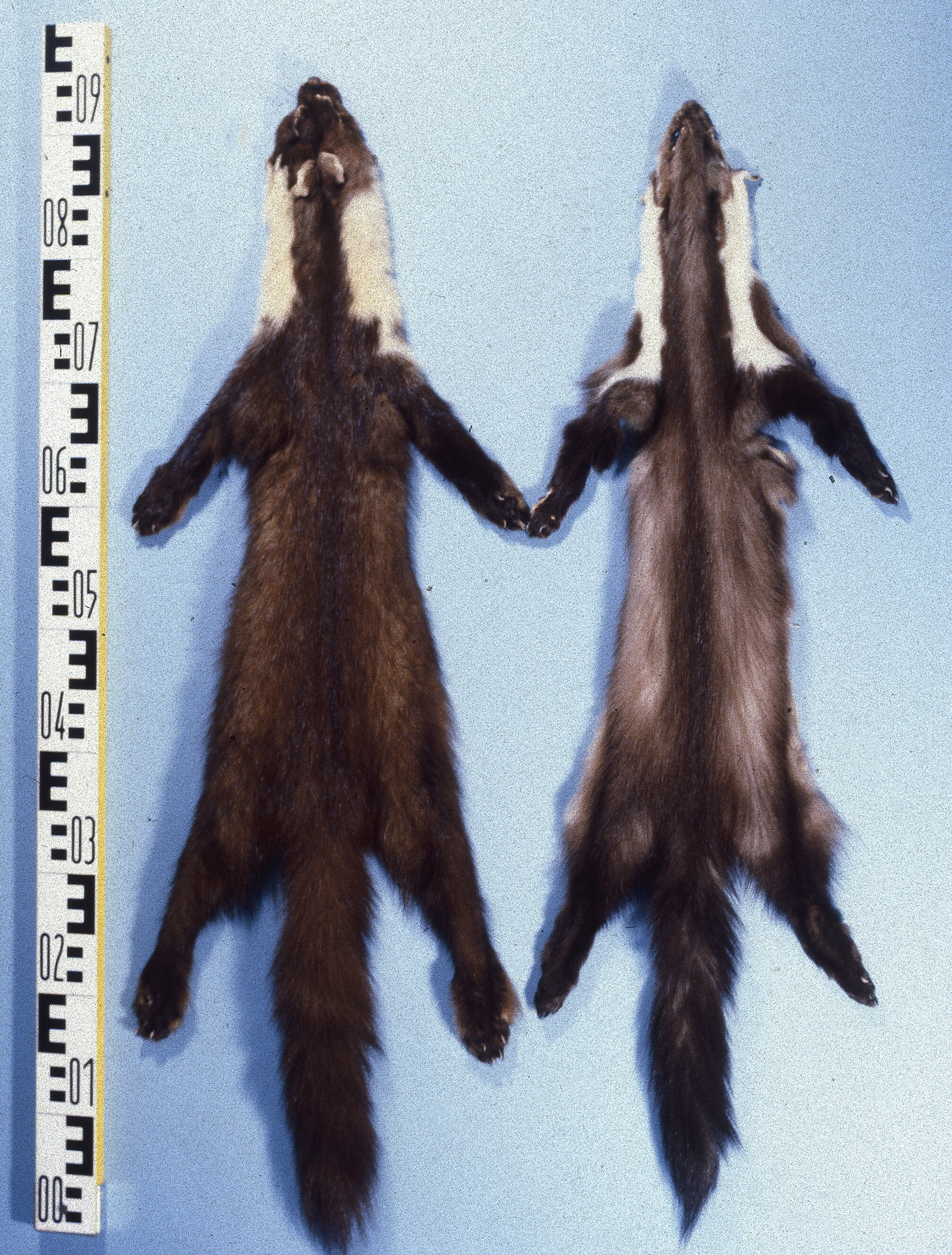
Відмінності забарвлення двох видів куни: лісової (ліворуч) і кам'яної (праворуч)

Хутро куниці лісової забарвлено у каштановий або темно-коричневий колір з жовтуватою округлою горловою плямою, яка, на відміну від плями кам'яної куниці, не роздвоєне. Зимове хутро довге і шовковисте, влітку шерсть коротша і жорсткіша. Тіло довгасте з відносно короткими лапками і волосяним покровом на ступнях. Хвіст порівняно довгий і пухнастий, і його функція полягає в збереженні рівноваги при лазінні і стрибанні. Вуха невеликі, трикутні, облямовані жовтою смужкою, ніс, на відміну від куниці кам'яної, темний. 
Довжина тіла становить від 45 до 58 см, довжина хвоста — від 16 до 28 см, а вага — від 0,8 до 1,8 кг. Самці більші, в середньому на 30% важчі за самок.
Вид мінливий. Розрізняють 8 підвидів

## Поширення
Куниця лісова поширена майже по всій Європі. Її ареал тягнеться від Британських островів до Західного Сибіру і на півдні від Середземномор'я до Кавказу і Ельбурсу. Цього виду немає в Ісландії і північній Скандинавії, а також на частині Піренейського півострова. 
Типовим середовищем проживання цих тварин є ліси, перш за все листяні і мішані. У гірській місцевості зустрічається до висот, на яких ще ростуть дерева.

## Біологічні особливості

### Спосіб життя
Куниця лісова в набагато більшій мірі мешканці дерев, ніж інші види куниць. Вони вміють добре лазити й стрибати, долаючи відстань до 4 м. При лазінні вони в змозі розвертати свої ступні на 180°, утримуючись кігтями за кору дерев. Сховища створюють на своїй території, переважно в дуплах, або ж використовують покинуті сховища вивірок, а також гнізда хижих птахів. У цих сховках вони відпочивають у денний час, а в сутінках і вночі йдуть на пошуки здобичі.
Лісові куниці — тварини з вираженою територіальною поведінкою, що маркують свою територію за допомогою секрету, який виділяється анальною залозою. Вони боронять межі своєї території від одностатевих родичів, але території самців і самок часто перетинаються. Розміри територій сильно варіюють, хоча вони завжди більші у самців, ніж у самок. Відмінності спостерігаються і у зв'язку з порами року — взимку території окремих особин до 50% менше, ніж влітку.

### Харчування

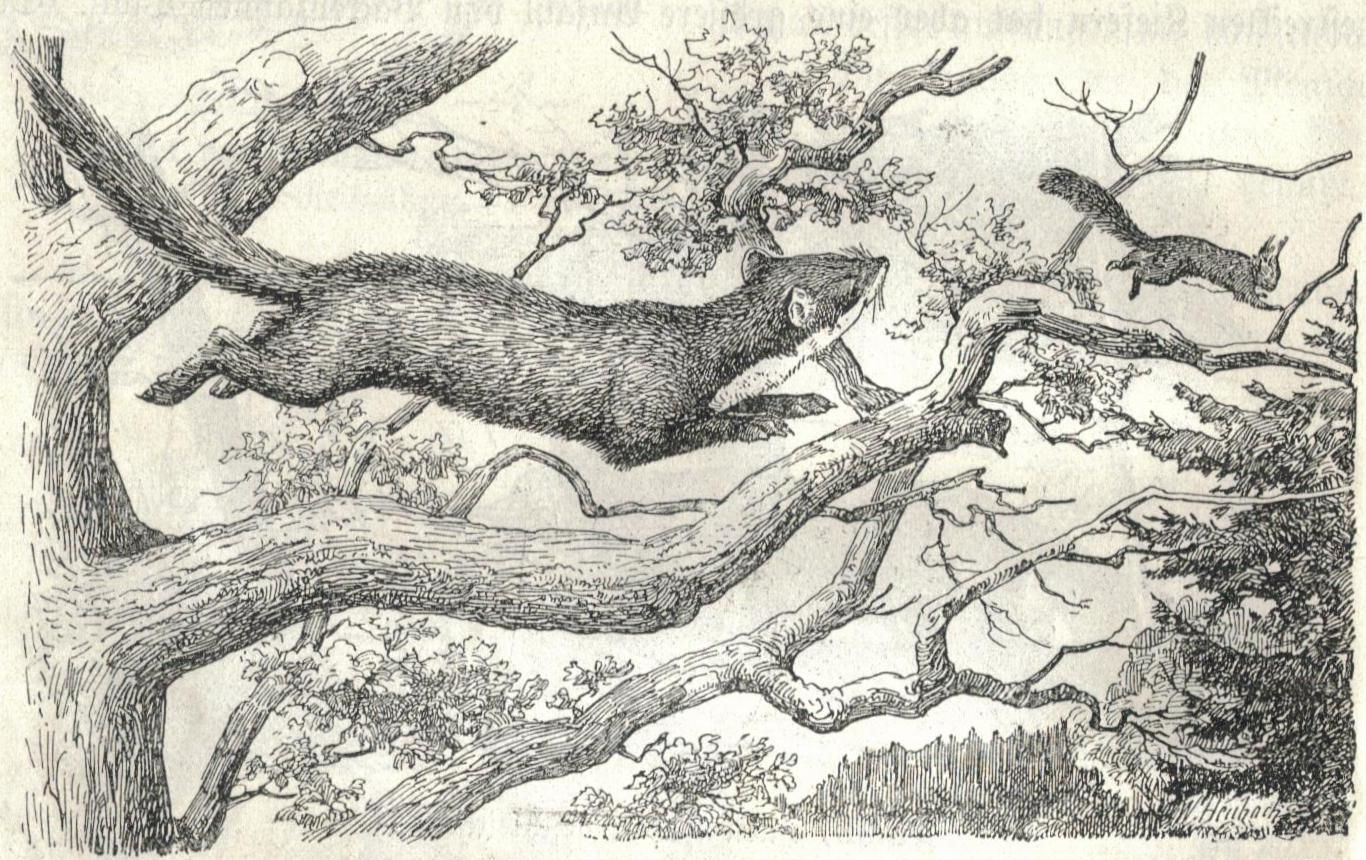
Лісова куниця полює за вивіркою

Куни лісові всеїдні, але надають перевагу дрібним ссавцям (наприклад, полівкам, мишакам і вивіркам), а також птахам і їх яйцям. Не гидують і плазунами, жабами, равликами, комахами і падлом. Восени частиною їхньої їжі можуть бути фрукти, ягоди і горіхи. Здобич лісова куниці вбивають укусом у потилицю. Пізнього літа і восени вони накопичують і складають запаси їжі для холодної пори року.

### Розмноження
Спарювання у кун проходить в середині літа, але вагітність через консервації сперми в тілі самки починається набагато пізніше і потомство з'являється на світ лише у квітні. Їх розвиток схожий з розвитком дитинчат куни кам'яної. При народженні їх довжина становить 10 см. У виплоді найчастіше троє малят. Протягом перших 8 тижнів вони залишаються в батьківському гнізді, а потім починають лазити навколо нього і обстежувати місцевість. До 16-го тижня вони остаточно стають самостійними, але іноді до наступної весни все ще супроводжують свою матір. На другому році життя у лісових куниць настає статева зрілість, хоча вперше спаровуються вони, як правило, на третьому році життя. Тривалість життя в неволі складає до шістнадцяти років, але в дикій природі лише деякі лісові куниці живуть більше десяти років.

## Куниця лісова і людина

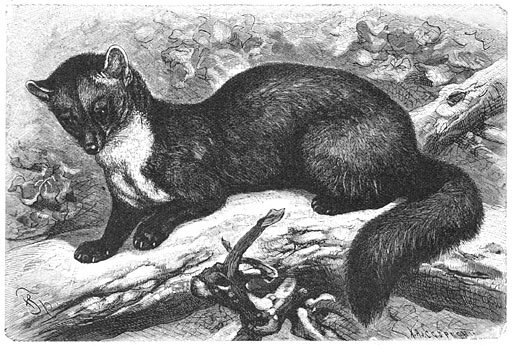
Куна лісова на зображенні XIX століття

#### Загрози
Хутро куни лісової цінувалося і цінується набагато більше, ніж хутро куни кам'яної: воно м'яке, шовковисте, соболине, особливо взимку. У результаті інтенсивного полювання куни цього виду стали в багатьох місцевостях рідкісними тваринами, хоча завдяки великому ареалу розповсюдження в цілому не вважаються під загрозою зникнення. Проблематичним є скорочення середовищ проживання, оскільки лісовим кунам потрібні великі ліси.

#### Утримання в неволі
Утримання куни лісової в неволі — досить непросте завдання, і тому в зоопарках цей вид можна побачити нечасто. Найбільш значні популяції є в зоопарках міст Ханкенсбюттель та Іннсбрук.

### Куна на зображеннях

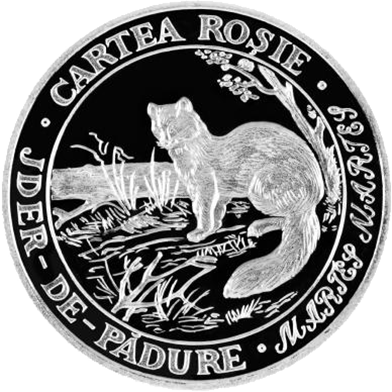
Молдавська монета 10 лей. Серія Червона книга Республіки Молдова

Куна часто використовується в геральдиці, на зображеннях монетах тощо.